# Мішуково (Кольський район)
Мішуково (рос. Мишуково) — населений пункт  у Кольському районі Мурманської області Російської Федерації.
Населення становить 211 осіб. Належить до муніципального утворення Междуреченське сільське поселення .

## Населення
| 2002 | 2010 |
| ---- | ---- |
| 438  | ↘211 |